# Carlo Ettore Arrigoni degli Oddi
Conte Carlo Ettore Conte Arrigoni degli Oddi meist Ettore Arrigoni degli Oddi (* 13. Oktober 1867 in der Villa Ca'Oddo in Marcello; † 16. Februar 1942 in Bologna) war ein italienischer Ornithologe und Politiker.

## Leben und Wirken
Ettore Arrigoni degli Oddi stammte aus einer adligen Familie. Sein Vater Graf Oddo Arrigoni degli Oddi (1832–1907) heiratete die ebenfalls adlige Giovanna Piazzoni di Castel Cerreto. Aus der Ehe ging Ettore als einziges Kind hervor.
In der elterlichen Villa trug er im Zuge seiner wissenschaftlichen Expeditionen und Jagdausflügen eine beachtliche Vogelsammlung zusammen. Es waren vor allem die Vögel der Berge, denen all seine Liebe galt. Seine Sammlung stellte er großzügig der Öffentlichkeit zur Schau bzw. stellte Teile seiner Bälge zum Studium zur Verfügung. Als ihn z. B. Edgardo Moltoni 1930 in der Villa besuchte, illustrierte er ihn und zeigte ihm seine perfekt präparierten Exponate und Raritäten. Bei vielen Exemplaren diente ihm Vittorio Dal Nero (1862–1948) aus Verona als Taxidermist, der ihn auch auf vielen Reisen durch Europa begleitete. Diese führten sie von nördlichen bis über mediterrane Gefilde. Moltoni war insbesondere von seiner Entensammlung tief beeindruckt.
Seine Leidenschaft für die Jagd und die Ornithologie erbte er von seinem Vater. So wurde seine Sammlung bereits von seinem Vater mit exotischen und einheimischen Vögeln begonnen und von Ettore nach und nach erweitert. Sein Vater publizierte ebenso beispielsweise über Anomalitäten an Vogelkiefern, über die Naturgeschichte der Vögel, Vögel und Landwirtschaft und außerdem über Stand- und Zugvögel in der Region Padua und Venedig. Außerdem machte er Vorschläge für ein neues Jagdgesetz im Königreich Italien.
Immer in Umgebung von Sammlern und Gelehrten publizierte Ettore schon im Alter von 17 Jahren eine 13-seitige Liste seltener Vögel aus der Sammlung von Francesco Gallo, die unter dem Titel Lettera aperta al chiarissimo signor dottore Enrico Hillyer Giglioli erschien. Zwischen 1884 und 1932 erschienen unter seinem Namen eine Menge von Notizen und Studien zur Avifauna. Dabei scheute er keine Kosten und Reisestrapazen, um seiner Passion für die Ornithologie nachzugehen.
Sein Name ist sehr stark mit der Ornithologie Italiens verbunden. Insbesondere seine Werke Atlante ornitologico: uccelli europei: con notizie d'indole generale e particolare aus dem Jahr 1902, Manuale di ornitologia italiana; elenco descrittivo degli uccelli stazionari o di passaggio finora osservati in Italia aus dem Jahr 1904 und Ornitologia italiana aus dem Jahre 1929 brachten ihm hohes Ansehen in den Ornithologen Kreisen. Bei letzterem Werk handelt es sich um eine grundlegende Überarbeitung von Manuale di ornitologia italiana, das er um Trivialnamen und eine umfangreiche Bibliografie der italienischen Ornithologie erweiterte.
Seine Sammlung mit vielen Raritäten übergab er 1930 persönlich an Benito Mussolini. 1937 ging sie ans Storia Naturale annesso al Giardino Zoologico del Governatorato di Roma zusammen mit einer umfangreichen Bibliothek.
Von 1913 bis 1921 diente er als Mitglied des italienischen Parlaments. Außerdem war er ordentliches oder korrespondierendes Mitglied in vielen der bedeutendsten ornithologischen Gesellschaften. In verschiedenen Komitees beriet er kompetent und folgte damit der Tradition italienischer Ornithologen wie Paolo Savi (1798–1871), Enrico Hillyer Giglioli (1845–1909), Giacinto Martorelli (1855–1917) oder Tommaso Salvadori (1835–1923).
Auf sein privates Betreiben wurde 1931 Rivista Italiana di Ornitologia wieder publiziert, eine ornithologische Fachzeitschrift, die 1911 gegründet worden war und 1925 eingestellt werden musste. Im gleichen Jahr zwang ihn eine Neurasthenie, seine Passion aufzugeben, und führte schließlich zu seinem Tode.

## Erstbeschreibungen durch Carlo Ettore Conte Arrigoni degli Oddi
Arrigoni degli Oddi hat einige Unterarten, die neu für die Wissenschaft waren, beschrieben. Zu den Unterarten gehören chronologisch u. a.:
- Buntspecht (Dendrocopos major harterti Arrigoni, 1902)
- Mönchsgrasmücke (Sylvia atricapilla pauluccii Arrigoni, 1902)
- Stieglitz (Carduelis carduelis tschusii Arrigoni, 1902)

## Dedikationsnamen
Otto Kleinschmidt ehrte ihn 1903 in der Habichtunterart (Accipiter gentilis arrigonii). 1903 nannte Cecilia Picchi eine Mäusebussardunterart (Buteo buteo arrigonii). Passer hispaniolensis arrigonii Tschusi, 1903 gilt heute als Synonym für die Nominatform des Weidensperlings (Passer hispaniolensis (Temminck, 1820)), Parus atricapillus arrigonii von Burg, 1925 als Synonym der Nominatform der Weidenmeise (Poecile montanus Conrad, 1827).

## Publikationen (Auswahl)
- Lettera aperta al chiarissimo signor dottore Enrico Hillyer Giglioli. Prosperini, Pardova 1884.
- Notizie sopra un melanismo della quaglia comune (Coturnix comunis, Bonnat.) (Synoicus Lodoisiae, Verr. et O. Des Murs). In: Atti della Societá veneto-trentina di scienze naturali residente in Padova. Band 11, 1889, S. 136–142.
- Studi sugli uccelli uropterofasciati. In: Atti della Societá veneto-trentina di scienze naturali residente in Padova. Band 11, 1889, S. 240–259.
- mit Paul Leverkühn: Die ornithologische Literatur Italiens während der Jahre 1891 bis 1893. In: Journal für Ornithologie. Band 42, Nr. 3, 1894, S. 280–290 (biodiversitylibrary.org).
- Note sopra alcune nuove sottospecie osservate negli Uccelli di Sardegna. In: Avicula: giornale ornitologico italiano. Band 6, 1902, S. 102–105.
- Atlante ornitologico: uccelli europei, con notizie d'indole generale e particolare. U. Hoepli, Mailand 1902 (biodiversitylibrary.org).
- Manuale di ornitologia italiana; elenco descrittivo degli uccelli stazionari o di passaggio finora osservati in Italia. U. Hoepli, Mailand 1904 (biodiversitylibrary.org).
- Ornitologia italiana. U. Hoepli, Mailand 1929.